# Diosdado Rebollo Calleja
Diosdado Rebollo Calleja (Santoyo, província de Palència, 04 de juny de 1929 - 26 de desmembre de 2018) va ser un sindicalista i activista veïnal. Al començament de la dècada del 1960 es va traslladar a Barcelona per treballar, fins a la jubilació, en la cadena de producció de l'empresa Hispano Olivetti. Al mateix temps, va desenvolupar una important activitat sindical en el marc de l'empresa, fins a arribar a formar part del grup fundador del sindicat Unió Sindical Obrera (USO) a Catalunya.
Va formar part de diversos moviments socialistes cristians en el marc del barri de Trinitat Nova. El moviment veïnal, en aquells moments de la fi del franquisme, estava molt lligat a la parròquia de Sant Josep Obrer i diversos moviments cristians de base. A més, va participar en diverses activitats organitzades per l'associació de veïns del barri. Després de la jubilació es va fer càrrec de la presidència de l'Associació de Veïns de Trinitat Nova. Cal destacar el seu treball de relació amb les administracions i la seva participació activa en la reivindicació de l'ambulatori de Trinitat Nova i en la creació del Pla Comunitari de Trinitat Nova, un projecte de transformació i desenvolupament del barri elaborat amb la col·laboració i participació dels veïns i veïnes i de diverses administracions i serveis públics. Aquest pla va incideir en diversos aspectes com ara l'urbanisme, l'educació, la gent gran o la salut i s'ha convertit en un model de col·laboració i participació ciutadanes. El 2001 va rebre la Medalla d'Honor de Barcelona per la seva contribució a la millora de la qualitat de vida de les persones a través de la seva participació activa en els moviments sindical i veïnal i, especialment, com a president de l'Associació de Veïns de Trinitat Nova, on ha estat un dels principals impulsors del Pla Comunitari del barri.
L'any 2008 rebé la Medalla al treball President Macià. http://www.gencat.cat/especial/medalles_macia/2008/img_hr/1_19.jpg http://www.gencat.cat/especial/medalles_macia/2008/cat/persones.htm http://www.gencat.cat/especial/medalles_macia/2008/img_hr/2.jpg

Cal destacar de la seva personalitat la gran cordialitat i afabilitat, una gran capacitat per al diàleg i la cooperació, una perseverança i una tenacitat notables, a més d'una gran modèstia.